# Posągi Gudei
Posągi Gudei – grupa rzeźb przedstawiających sumeryjskiego władcę Lagasz, który panował w drugiej połowie XXII wieku p.n.e. Zachowało się ponad trzydzieści posągów. Wszystkie zostały wykonane z kamienia, przedstawiają Gudeę w skupionej pozycji, tym samym nawiązują do powrotu do tradycji sztuki sumeryjskiej, dlatego czasy panowania Gudei nazywane są renesansem sumeryjskim.

## Charakterystyka posągów
Posągi Gudei zostały wykonane z diorytu, dolerytu. Zachowało się ponad trzydzieści stojących bądź siedzących posągów oraz wiele fragmentów rzeźb Gudei – głów i innych części. Przedstawiają władcę w różnych okresach jego życia. Opatrzone są inskrypcjami, które informują o osiągnięciach władcy. Ich zadaniem więc było zarejestrowanie i przekazanie potomnym dziejów Gudei. Każdemu posągowi nadano imię, a poszczególne rzeźby miały ustalony rytuał, który przed nią odprawiano.
Forma rzeźb jest masywna. Całość posągu stanowi jedną bryłę z wyraźnym rozdzieleniem ciała i ubrania. Stopy wyrzeźbiono we wgłębieniu podstawy. Posągi są pozbawione zbędnych elementów ozdobnych (np. słabe zaznaczenie fałd szat).
Styl posągów nawiązuje do sztuki sumeryjskiej sprzed najazdu Akadyjczyków, jednak już technika wykonania rzeźby świadczy o tym, że artysta korzystał z metod modelowania i rzeźbienia epoki akadyjskiej. Świadczą o tym precyzyjne wykonanie nakryć głowy niektórych posągów oraz zarysy ciała ukrytego pod szatami.
Wiele uwagi poświęcono rysom twarzy Gudei: okrągły kształt, wystające kości policzkowe, mięsisty podbródek, proste i słabo zaznaczone łuki brwiowe. Brwi władcy rzeźbiono w sposób charakterystyczny. Mają kształt liści palmowych i łączą się u nasady nosa. Posągi przedstawiające Gudeę w pozycji siedzącej, choć mają zaburzone proporcje sylwetki ludzkiej, wyrażają powagę i nawiązują do sztuki monumentalnej.
| Ilustracja | Posąg | Materiał                    | Wysokość [cm] | Opis | Pochodzenie                                        | Dedykacja    | Muzeum                                                                       | Uwagi                                                                                              |
| ---------- | ----- | --------------------------- | ------------- | --- | -------------------------------------------------- | ------------ | ---------------------------------------------------------------------------- | -------------------------------------------------------------------------------------------------- |
|            | A     | zielony dioryt              | 124           | posąg stojącego Gudei, z rękoma złączonymi na piersiach; głowy brakuje; inskrypcja na prawym ramieniu i na przedniej stronie szaty                                                                                             | Girsu (stanowisko archeologiczne w Telloh w Iraku) | Ninhursag    | Luwr (AO 8)                                                                  | |
|            | B     | zielony dioryt              | 93            | posąg Gudei siedzącego na tronie, z rękoma złączonymi na piersiach, z deską kreślarską na kolanach (na niej plan świątyni); głowy brakuje; inskrypcja pokrywa cały posąg poza ramionami, klatką piersiową i stopami            | Girsu                                              | Ningirsu     | Luwr (AO 2)                                                                  | |
|            | C     | czarno-biały dioryt         | 138           | posąg stojącego Gudei, z rękoma złączonymi na piersiach; głowy brakuje; inskrypcja na plecach | Girsu                                              | Inanna       | Luwr (AO 5)                                                                  | |
|            | D     | dioryt                      | 157           | posąg Gudei siedzącego na tronie, z rękoma złączonymi na piersiach; ręce uszkodzone, prawego łokcia brakuje; inskrypcja na prawym ramieniu i na przedniej stronie szaty                                                        | Girsu                                              | Ningirsu     | Luwr (AO 1)                                                                  | |
|            | E     | niebiesko-czarny dioryt     | 142           | posąg stojącego Gudei, z rękoma złączonymi na piersiach; głowy brakuje; inskrypcja na prawym ramieniu i na plecach | Girsu                                              | Bau          | Luwr (AO 6)                                                                  | |
|            | F     | dioryt                      | 86            | posąg Gudei siedzącego na tronie, z rękoma złączonymi na piersiach, z deską kreślarską na kolanach (ale bez planu świątyni ja w przypadku Posągu B); głowy brakuje; inskrypcja na prawym ramieniu i na przedniej stronie szaty | Girsu                                              | Gatumdu      | Luwr (AO 3)                                                                  | |
|            | G     | szaro-niebieski dioryt      | 133           | posąg stojącego Gudei, z rękoma złączonymi na piersiach; brakuje głowy i prawego ramienia; inskrypcja na plecach | Girsu                                              | Ningirsu     | Luwr (AO 7)                                                                  | |
|            | H     | zielono-czarny dioryt       | 77            | posąg Gudei siedzącego na tronie, z rękoma złączonymi na piersiach; brakuje głowy, prawego ramienia i prawej górnej części pleców; inskrypcja na przedniej stronie szaty                                                       | Girsu                                              | Bau          | Luwr (AO 4)                                                                  | |
|            | I     | czarny dioryt               | 45            | posąg Gudei siedzącego na tronie, z rękoma złączonymi na piersiach; inskrypcja na przedniej stronie szaty i na tylnej części tronu                                                                                             | Girsu                                              | Ningiszzida  | Luwr (AO 3293 /głowa/ + AO 4108 /reszta posągu/)                             | |
|            | K     | czarny dioryt               | 124           | posąg stojącego Gudei, z rękoma złączonymi na piersiach; brakuje głowy, ramion i części stóp; inskrypcja na plecach | Girsu                                              | Ningirsu (?) | Luwr (AO 10)                                                                 | |
|            | M     | alabaster                   | 41            | posąg stojącego Gudei, z rękoma złączonymi na wysokości pasa; brakuje części stóp; inskrypcja na prawym ramieniu i na plecach                                                                                                  | nieznane                                           | Gesztinanna  | Detroit Institute of Arts                                                    | autentyczność posągu jest podważana                                                                |
|            | N     | doleryt, kalcyt lub steatyt | 61            | posąg stojącego Gudei, trzymającego w rękach naczynie z którego wypływają strumienie wody; inskrypcja na prawym ramieniu i na przedniej stronie szaty                                                                          | nieznane                                           | Gesztinanna  | Luwr (AO 22126)                                                              | autentyczność posągu jest podważana                                                                |
|            | O     | zielono-czarny steatyt      | 63            | posąg stojącego Gudei, z rękoma złączonymi na piersiach; inskrypcja na prawym ramieniu i na przedniej stronie szaty | nieznane                                           | Gesztinanna  | Ny Carlsberg Glyptotek (NCG 840)                                             | autentyczność posągu jest podważana                                                                |
|            | P     | dioryt                      | 44            | posąg Gudei siedzącego na tronie, z rękoma złączonymi na piersiach; inskrypcja na przedniej stronie szaty i na tylnej stronie tronu                                                                                            | nieznane                                           | Ningiszzida  | Metropolitan Museum of Art (59.2)                                            | |
|            | Q     | dioryt                      | 33            | posąg Gudei siedzącego na tronie, z rękoma złączonymi na piersiach; inskrypcja na przedniej stronie szaty | nieznane                                           | Ningiszzida  | głowa posągu jest w Iraku (IM 2909) a reszta posągu w Filadelfii (CBS 16664) | |
|            | R     | dioryt                      | 18,5          | posąg Gudei siedzącego na tronie; brakuje części prawego ramienia i głowy; inskrypcja pokrywa plecy, lewą stronę posągu oraz tylną część tronu                                                                                 | nieznane                                           | (?)          | Semitic Museum (HSM 8825)                                                    | posąg pokrywa inskrypcja gwarantująca przywileje Namhani, przełożonemu świątynnych śpiewaków       |
|            | S     | wapień                      |               | posąg stojącego(?) Gudei, z rękoma złączonymi na piersiach | Girsu                                              |              | Muzeum Archeologiczne w Stambule (EŞEM 5215)                                 | posąg zrekonstruowany przez Ihsan Beya i Ungera z 15 fragmentów w Stambule i 3 fragmentów w Luwrze |
|            | V     | zielony dioryt              | 73,6          | posąg stojącego Gudei, z rękoma złączonymi na piersiach; zachowany od pasa w górę; inskrypcja nie zachowała się | nieznane                                           | (?)          | Muzeum Brytyjskie (BM 122910)                                                | |

| Ilustracja | Posąg | Materiał | Wysokość [cm] | Opis                                                                   | Pochodzenie                                    | Dedykacja | Muzeum                  | Uwagi |
| ---------- | ----- | -------- | ------------- | ---------------------------------------------------------------------- | ---------------------------------------------- | --------- | ----------------------- | ----- |
|            | –     | dioryt   | 107           | posąg stojącego Gudei, z rękoma złączonymi na piersiach                | zakupiony przez Luwr w 1953 roku               | –         | Luwr (AO 20164)         |       |
|            | –     | dioryt   | 70,5          | posąg stojącego Gudei, z rękoma złączonymi na piersiach                | zakupiony przez Luwr w 1987 roku               | –         | Luwr (AO 29155)         |       |
|            | –     | doleryt  | 126           | posąg stojącego Gudei, z rękoma złączonymi na piersiach; głowy brakuje | zakupiony przez Cleveland Museum of Art w 1963 | –         | Cleveland Museum of Art |       |